# Gussenhoven
Gussenhoven is een plaats in de Belgische provincie Vlaams-Brabant. Samen met Orsmaal vormt het Orsmaal-Gussenhoven, een deelgemeente van gemeente Linter.

## Geschiedenis
Onder het ancien régime was Gussenhoven een zelfstandige heerlijkheid die juridisch onder de meierij van Geten, in het kwartier van Tienen van het hertogdom Brabant, viel. Na de Franse invasie werd Gussenhoven als gemeente ingedeeld bij het kanton Zoutleeuw van het Dijledepartement. Bij Koninklijk Besluit van 21 augustus 1826 werden Orsmaal en Gussenhoven verenigd in één gemeente, Orsmaal-Gussenhoven. In 1971 ging Gussenhoven op in de fusiegemeente Orsmaal. Sedert 1977 is Gussenhoven een deel van Linter.
De kerk van Melkwezer was een dochterkerk van Gussenhoven en vormde in 1618 met Neerhespen de Verenigde kerken.

## Bezienswaardigheden
De Sint-Lambertuskerk

## Natuur en landschap
Gussenhoven ligt op een hoogte van 39-65 meter. De plaats ligt aan de Kleine Gete.

## Nabijgelegen kernen
Orsmaal, Neerhespen, Overhespen, Wommersom